# Kneese
Kneese is een gemeente in de Duitse deelstaat Mecklenburg-Voor-Pommeren, en maakt deel uit van het Landkreis Nordwestmecklenburg. Het vormt met Roggendorf  het meest westelijke gedeelte van het Amt Gadebusch in deze Landkreis.
Kneese telt 349 inwoners.
De gemeente bestaat uit de beide kleine dorpen Kneese en Dutzow, dat 2 kilometer ten noordwesten van Kneese ligt.
Dutzow ligt precies op de grens met de deelstaat Sleeswijk-Holstein, aan de Dutzower See, een deel van de, ook vanwege de fraaie omgeving, toeristisch aantrekkelijke Schaalsee.

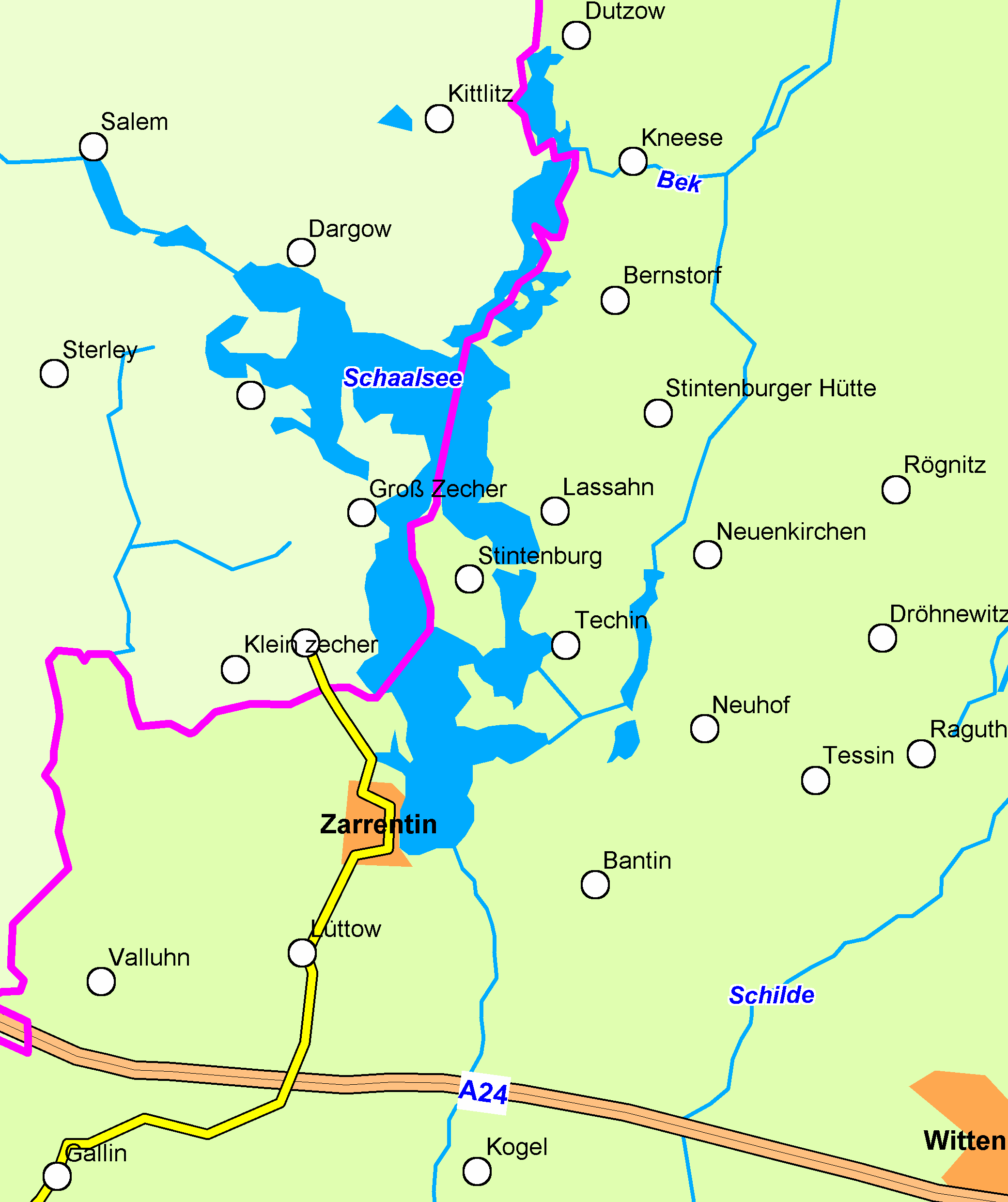
Kaart Schaalsee, Dutzow ligt helemaal bovenaan. In paars: de grens tussen SH en MVP.
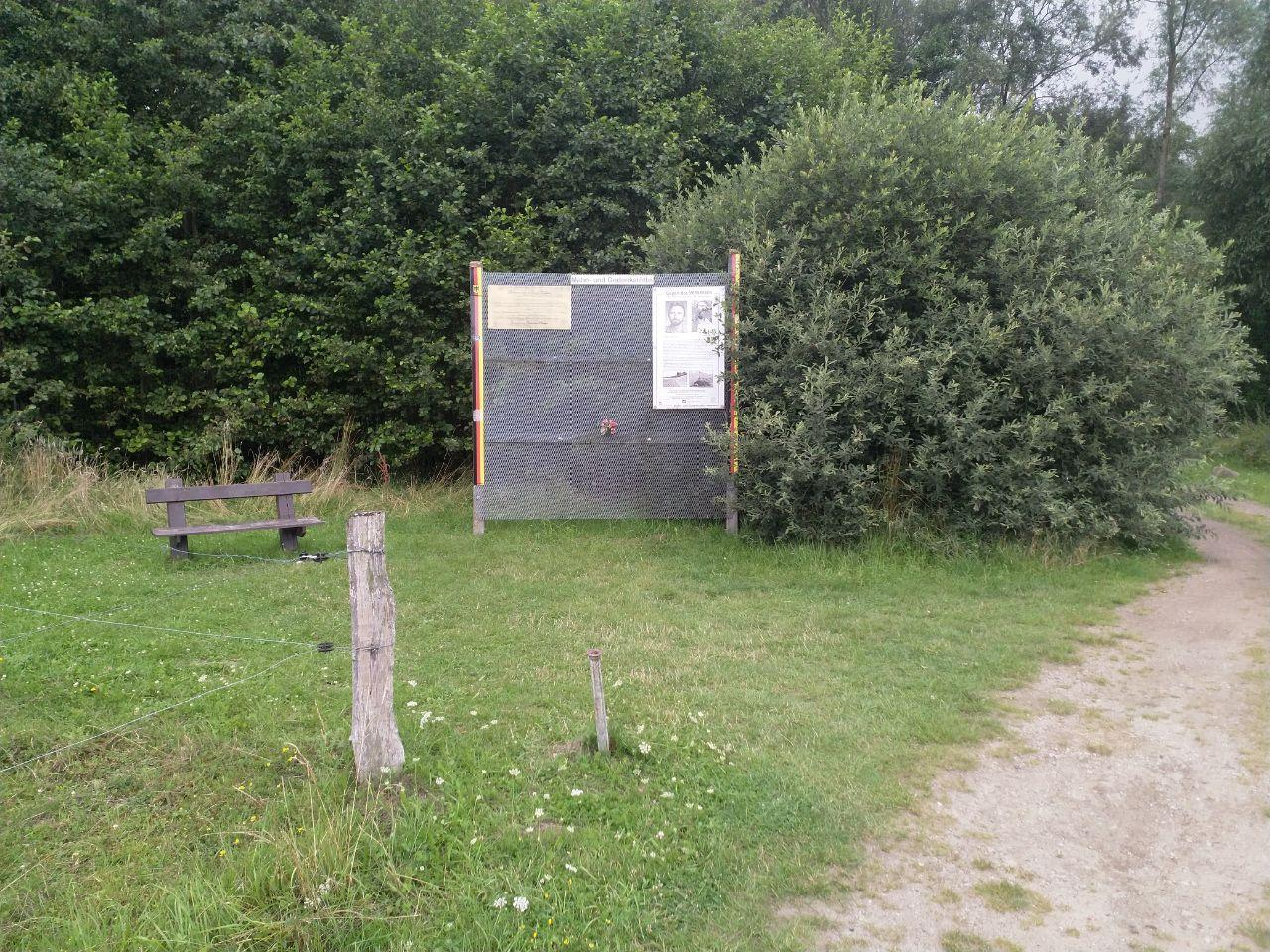
Gedenkplaats Harry Weltzin

Van 1949 tot 1990 lag de gemeente in de DDR. De Duits-Duitse grens liep westelijk langs de gemeente, door Dutzow. Omstreeks 1950 liet de Oost-Duitse regering een aantal huizen en boerderijen in en om Dutzow afbreken, teneinde deze grens efficiënter te kunnen controleren.
Op 4 september 1983 probeerde hier een Oost-Duitser, Harry Weltzin, illegaal de grens met West-Duitsland over te steken. Hij werd daarbij door Oost-Duitse grenswachters doodgeschoten. Na de Wende en de Duitse hereniging van 1990 werd de grens ontmanteld. Bij de plek, waar Weltzin om het leven was gekomen, is een klein gedenkteken geplaatst.
Bij Dutzow is aan de Dutzower See een bescheiden voorziening voor watersporters gecreëerd. 
Alt Meteln ·
Bad Kleinen ·
Barnekow ·
Benz ·
Bernstorf ·
Bibow ·
Blowatz ·
Bobitz ·
Boiensdorf ·
Boltenhagen ·
Brüsewitz ·
Carlow ·
Cramonshagen ·
Dalberg-Wendelstorf ·
Damshagen ·
Dassow ·
Dechow ·
Dorf Mecklenburg ·
Dragun ·
Gadebusch ·
Gägelow ·
Glasin ·
Gottesgabe ·
Grambow ·
Grevesmühlen ·
Grieben ·
Groß Molzahn ·
Groß Siemz ·
Groß Stieten ·
Hohen Viecheln ·
Hohenkirchen ·
Holdorf ·
Hornstorf ·
Insel Poel ·
Jesendorf ·
Kalkhorst ·
Klein Trebbow ·
Klütz ·
Kneese ·
Königsfeld ·
Krembz ·
Krusenhagen ·
Lübberstorf ·
Lübow ·
Lübstorf ·
Lüdersdorf ·
Lützow ·
Menzendorf ·
Metelsdorf ·
Mühlen Eichsen ·
Neuburg ·
Neukloster ·
Niendorf ·
Passee ·
Perlin ·
Pingelshagen ·
Pokrent ·
Rehna ·
Rieps ·
Roduchelstorf ·
Roggendorf ·
Roggenstorf ·
Rögnitz ·
Rüting ·
Schildetal ·
Schlagsdorf ·
Schönberg ·
Seehof ·
Selmsdorf ·
Stepenitztal ·
Testorf-Steinfort ·
Thandorf ·
Upahl ·
Utecht ·
Veelböken ·
Ventschow ·
Warin ·
Warnow ·
Wedendorfersee ·
Wismar ·
Zickhusen ·
Zierow ·
Zurow ·
Züsow